# 네무로국
네무로국(일본어: 根室国)는 메이지 시대, 홋카이도에 설치되었던 일본의 구니이다. 현재의 네무로 진흥국과 하보마이 제도에 해당한다.